# Roland Vími
Roland Vími (21. června 1969 Dunajská Streda – 13. dubna 2025 Trhová Hradská) byl slovenský stolní tenista, bronzový medailista z mistrovství světa roku 1991.

## Život a kariéra
Narodil se 21. června 1969 v Dunajské Stredě. Stolnímu tenisu se věnoval od útlého dětství. Do slovenské extraligy se poprvé dostal ve svých sedmnácti letech.
V roce 1989 stal mistrem Československa ve čtyřhře, v pouhých dvaceti letech. V roce 1991 byl u zisku bronzové medaile na mistrovství světa v japonské Čibě. V nominaci kromě něj byli i Tomáš Janči, Petr Javůrek, Petr Korbel a Milan Grman.
V následujícím roce startoval na olympijských hrách v Barceloně, kde ovládl skupinu B a obsadil celkové 33. místo.
V roce 2020 byl uveden do Síně slávy slovenského stolního tenisu.
Zemřel náhle 13. dubna 2025 v obci Trhová Hradská ve věku 55 let. Den před svou smrtí zvítězil v zápase okresní ligy.